# Josef Toufar
Josef Toufar (né le 14 juillet 1902 à Arnolec et mort le 25 février 1950 à Prague) est un prêtre catholique tchécoslovaque, victime de la persécution de l'Église catholique en Tchécoslovaquie communiste.

## Biographie

### Origines familiales
Il est né le 14 juillet 1902 à Arnolc, à environ 10 km de Polná, dans un environnement rural typique de la commune de Vysočin de la monarchie austro-hongroise. Il a été baptisé sous le nom de Josef Jindřich. Comme quatrième enfant, il avait des frères aînés Bohuslav (1895-1912), Vladimír (1896-1965) et Stanislav (1899-1934) et une sœur cadette Božena (1907-1944).
Son père Josef (1865-1927) exploitait 33 hectares de terres et dirigeait une auberge, lieu de rencontre animé pour les habitants du village. Il a occupé le poste de maire et conseiller local pendant de nombreuses années. Sa mère Mokrà (1877-1910), selon le témoignage de voisins et de parents, était une femme bonne et travailleuse, mais elle mourut prématurément à l'âge de 33 ans. Le père de Toufar s'est marié une seconde fois après sa mort, sa seconde épouse Kateřina b. Kasalová (1872-1949) ne travaillait plus aussi dur et leur économie commençait à décliner, mais elle aimait ses beaux-enfants.

### Enfance et jeunesse
Le jeune Toufar a vécu une enfance typique du village «avec les pieds nus, les combats de garçons, l'arrachage hivernal des plumes, l'expérience liturgique et dès son plus jeune âge le travail de la ferme et des animaux». En tant que garçon, il aimait jouer au prêtre. À partir de 1908, il fréquente l'école générale locale. Les quatre premiers cours étaient dispensés par le directeur Petr Kuta, une personnalité distinctive, un " professeur avec corps et âme, strict, gentil et juste"; également un organisateur de la vie culturelle et sociale locale. Après avoir été incapable de fréquenter le Borommeum de Králové Hradec (une école secondaire préparant d'éventuels futurs candidats au sacerdoce pour entrer au séminaire) en 1914 en raison du déclenchement de la Première Guerre mondiale, l'élève Toufar termine l'école générale le 14 juillet 1916. À l'exception de 18 mois de service militaire à plein temps dans le 10e régiment d'infanterie de Jan Sladký Kozina à Brno, dans lequel il fut enrôlé comme conscrit à l'âge de dix-neuf ans en 1922, Toufar passa toute son enfance et sa jeunesse à Arnolec, sous la stricte autorité et même le despotisme de son père. Il travaillait dans la maison et aidait dans l'auberge familiale. Il était doué pour les travaux acharnés dans les champs et dans la forêt, notamment grâce à sa stature robuste et ses mains fortes. 
De plus, il était sociable et jouait de la basse dans un groupe local.

### Études secondaires
Après le décès de son père, le 26 juin 1927, la situation au sein de la famille se détend. Son frère Stanislav reprend la ferme et Josef reçoit une part de l'héritage. La première année, il aide son frère et, en outre, s'inscrit à l'école professionnelle d'économie de Polná, où il termine la première année du cours d'hiver de deux ans. À cette époque, cependant, sa décision de devenir prêtre mûrit enfin, il se prépare à l'examen d'entrée en autodidacte et en octobre 1928 entre au collège de Havlíčkův Brod. Considérant qu'il avait déjà 26 ans (alors que ses camarades de classe avaient onze ou douze ans), son arrivée au collège fit sensation et suscita une grande curiosité, qui apporta également une série d'incidents amusants. À l'école primaire, Toufar était un très bon élève, donc au début de l'année suivante il passa l'examen de classement, sauta une année et entra directement en troisième année. Au cours des années suivantes, selon ses camarades de classe, ses études n'allèrent pas si vite, mais il les réussit grâce à son assiduité, sa conscience et son engagement. En raison d'une altercation avec un professeur de mathématiques, qui s'est assis sur lui et a déclaré qu'il ne le laisserait pas obtenir son diplôme, il est transféré après la cinquième année au collège de Chotěboř, considéré comme moins exigeant sur le plan académique. Le père František Xaver Boštík, catéchiste des deux écoles, poète et personnalité éminente, l'a aidé dans son transfert. Au cours de ses études secondaires, Toufar obtient son diplôme de danse. En juin 1935, Toufar est diplômé de Chotěboř.

### Études de théologie
Il passe les cinq années suivantes (1935-1940) à Hradec Králové, où il compléte des études de théologie sacrée et une formation au sacerdoce au séminaire local. Semblable au lycée, il avait plus de 10 ans de plus que la plupart de ses camarades de classe. On sait relativement peu de choses sur cette période de sa vie, même la correspondance n'a pas survécu. Selon ses confrères séminaristes, il est nommé médecin du séminaire.

### Prêtre
Il reçoit l'ordination de sous-diacre et de diacre dans la chapelle du séminaire Saint Jean Népomucène. De plus, il reçoit l'ordination sacerdotale le 29 juin 1940 (fête des apôtres Saint-Pierre et Paul) dans l'église de l'Assomption de la Vierge Marie à Hradec Králové des mains de l'évêque Mořice Píchy. Sa première messe est célébrée le 5 juillet 1940 dans l'église paroissiale de Saint Markéty à Zhora et a été précédé d'une procession (longue d'environ 6 km) depuis sa maison natale décorée de manière festive à Arnolce. Selon un témoin oculaire, sa réception était « une grande gloire, personne là-bas (à Arnolce) ne s'est jamais souvenu d'une plus grande fête car l'église de Zhora était complètement pleine ». Même avant d'occuper son premier poste d'aumônerie, il passe environ un mois à Zhora, où il remplace le prêtre local pendant son hospitalisation.

### Aumônier et curé de Zahrádka
L'évêque de Hradec Králové, Mořic Pícha, le nomme aumônier dans la petite ville de Vysočin de Zahrádka (cs), par décret du 1er juillet 1940, qui se situe sur la rivière Želivka entre Humpolec et Ledeč nad Sázavou et compte 916 habitants pendant la guerre. En plus de Zahrádka elle-même, la paroisse comprenait 12 autres villages, il y avait 3 églises et une chapelle de pèlerinage. L'aumônier Toufar arrive d'Arnolce à Zahrádka le 15 août 1940, pour la fête de l'Assomption de la Vierge Marie. Il est accueilli par le doyen Jan Schwaller, dont la santé se détériorait après un accident vasculaire cérébral, l'aumônier était donc censé l'aider. Cependant, pendant son absence, il avait la responsabilité de toute la paroisse.

### Travail pastoral
Dans le nouvel environnement, Toufar s’est vite intégré. Son travail principal consistait à enseigner la religion dans plusieurs écoles, à gérer l'agenda du bureau paroissial et à assurer les services religieux. Selon le témoignage des paroissiens, il était un bon prédicateur et un excellent catéchiste. Contrairement à son prédécesseur, il adopta un style pastoral moderne, s'adressa directement au peuple, organisa la vie paroissiale et s'efforça de faire vivre la paroisse autant que possible. Soudain, le prêtre n'était plus seulement un célébrant cérémonial, un baptiseur et un enseignant, mais une autorité et une personnalité qui franchissait naturellement les frontières de l'Église, ne se distanciait pas du monde et vivait en contact sensible avec les gens. De plus, Toufar avait développé une sensibilité sociale, il aidait souvent les nécessiteux, notamment les enfants, matériellement, financièrement et par influence. L'exemple de Toufar a séduit plusieurs étudiants de Zahrádka, qui ont ensuite décidé d'étudier la théologie et de devenir prêtres. Parmi eux se trouvait le futur recteur du séminaire Népomucène (it) à Rome, Karel Vrána (cs), originaire de Zahrádka.

### Événements de guerre
L’atmosphère étouffante du protectorat et les complications de la guerre n’ont pas non plus échappé à Zahrádka. Plusieurs dizaines de citoyens locaux (et de paroissiens de Toufar) ont été exécutés par les nazis ou emmenés dans des camps de concentration. En mars 1942, Toufar lui-même est contraint de participer au retrait des cloches de toute la paroisse. En avril 1944, il enterre Václav Tomek, un vieil homme d'un moulin local qui moulait de la farine sans permis et se suicidera par désespoir avant d'être interrogé par la Gestapo. Les funérailles ont réuni environ huit mille personnes des environs et se sont transformées en une manifestation anti-allemande silencieuse.  Cependant, le village (et la paroisse) s'est encore plus effondré, la solidarité entre les gens s'est accrue et de nombreux habitants ont aidé de manière désintéressée ceux qui étaient dans le besoin. Dans ces circonstances, Toufar, qui considérait les locaux de l'Église non seulement comme sacrés et liturgiques, mais aussi comme des lieux protégeant et cultivant la culture et l'identité tchèque à l'époque nazie, réussit à collecter suffisamment de fonds pour Noël 1943 afin de rénover les fenêtres de l'église de, qui était autrefois dans un état très délabré. De même, il réussit à faire réparer l'orgue local. Le 24 avril 1945, le doyen Schwaller meurt d'un accident vasculaire cérébral, dès lors Toufar devient l'unique curé de la paroisse. Après l'insurrection de Prague au début de mai 1945, un comité national révolutionnaire fut créé à Zahrádka, dont Toufar devint également membre. En tant que prêtre, il n'a pas non plus refusé l'aide à l'autre camp. Le 9 mai 1945, les premières troupes russes arrivent à Zahrádka.

### Après-guerre
Après la fin de la guerre, Toufar s'engage pleinement dans sa paroisse (dont il est déjà le seul curé) et dans la reconstruction d'après-guerre. Le 20 mai 1945, il célèbre un grand service d'action de grâce pour remercier de la fin de la guerre avec des prières pour ceux qui sont morts pendant celle-ci. En juillet 1945, il réussit à organiser la restitution de plusieurs cloches confisquées par les Allemands et participe à la reconsécration de la chapelle mariale de Horní Paseka, près de Křižná studánka (cs), que les habitants avaient restaurée en mémoire du gain de liberté. À cette époque, Toufar faisait acheter une petite cloche pesant 20 kilogrammes pour le clocher de la chapelle, qui était coulée sur sa commande par la famille de fabricants de cloches Manoušk à Brno.
En septembre 1945, éclate le premier conflit de Toufar avec les communistes locaux. Le comité national du district a organisé une cérémonie commémorative au cours de laquelle une plaque commémorative devait être dévoilée aux résistants abattus pendant la guerre dans ce qu'on appelle Kobylí Důle près de Zahrádka. La cérémonie a eu lieu dimanche matin, pendant les offices religieux. La demande de Toufar d'agir à leur suite a été ignorée. L'événement a réuni plusieurs milliers de personnes venues de toute la région. Lors de la cérémonie, au moment de la salve d'honneur, des fils électriques ont été abattus. Ces fils sont tombés dans la foule, des décharges électriques ont tué sur place 7 personnes et en ont blessé de nombreuses autres.
Un grand succès du talent d'organisation de Toufar fut sa contribution essentielle à la création d'une école bourgeoise à Zahrádka en septembre 1945. Il participa également à la fondation du gymnase Posázavské à Ledeč nad Sázavou. 
Le 1er avril 1946, l'évêque de Hradec Králové, Mořic Pícha, le nomma par décret comme nouvel ecclésiastique de Zahrádka. Le dimanche 12 avril, une grande fête eu lieu, l'installation officielle du prêtre Josef Toufar.

### Association catholique de la jeunesse
L'une des initiatives les plus importantes de Toufar, qui a considérablement modifié l'atmosphère d'après-guerre du lieu, a été la fondation du groupe local de l'"Association catholique de la jeunesse (SKM)" à la fin de 1945. Le groupe développe diverses activités: il organise des pièces de théâtre, des voyages, des danses, des cours de couture et de conserverie pour les filles, des bals de pompiers de village, des conférences et, en 1947, il organise une fête des récoltes. Il y avait 103 membres permanents et environ trois cents jeunes se réunissaient lors des réunions dominicales régulières au presbytère. En guise de contre-réaction, un groupe local de l'Union de la jeunesse tchèque a été fondé, mais le nombre de ses membres n'a même pas atteint deux douzaines de personnes; face au dynamique SKM, elle n'a pas prospéré et personne n'est allé à leurs manifestations.
L'influence de Toufar sur la jeunesse catholique a été menée par un effort visant à capter la jeune génération afin que des laïcs chrétiens responsables puissent en émerger, promouvant l'idée de liberté et de démocratie. Selon Doležal, l'une des causes centrales a été l'intervention des communistes de Zahrad, qui ont forcé le transfert de Toufar.

### Transfert à Číhošt
Lors des premières élections d'après-guerre à l'Assemblée nationale constituante (en), qui eurent lieu en mai 1946, Toufar s'impliqua activement au sein du Parti populaire tchécoslovaque. Il a participé à des réunions, à des débats publics et a directement fait campagne. Il était même très critique envers le Parti communiste tchécoslovaque et mettait publiquement en garde contre eux. En fin de compte, il a joué un rôle important dans la victoire du Parti populaire aux élections de Zahrádka (ils ont obtenu 215 voix, les communistes 209). 
À l'époque du coup d'État communiste, le Comité d'action du Front national (cs) (AV NF, dominé par les communistes) a été créé à Zahrádka, dont les représentants, par l'intermédiaire du "Comité d'action du district" (OAV NF) de Ledč nad Sázavou, ont exigé le transfert de Toufar dans un autre évêché avec effet immédiat. Interrogée par le Consistoire épiscopal de Hradec sur les raisons du transfert, l'OAV NF de Ledeč nad Sázavou a déclaré : « Le public ne veut pas que le curé Josef Toufar reste à Zahrádka. Nous vous avons donc demandé le 28/02/1948 de transférer le père Toufar dans un autre endroit afin de respecter l'opinion publique du peuple." Toufar a également eu connaissance de ces raisons apparemment fausses données par le consistoire, et le 7 mars 1948, il a mentionné son projet de transfert lors d'un sermon dominical.
Immédiatement après l'office dominical, une avalanche de solidarité civile et de protestations a éclaté dans toute la paroisse de Záhrad et des pétitions contre le transfert de Toufar ont été organisées dans les jours suivants. 
Selon Doležal, cette vague de pétitions (bien documentée dans les archives) est sans précédent. Le vote lors de la réunion du Zahrádka AV NF, au cours duquel 9 membres ont exprimé leur soutien au transfert, 6 contre, s'est avéré décisif. 
Finalement, le Consistoire de l'évêque de Hradec succomba à la pression croissante des communistes de Zahrad et, le "samedi blanc" (27 mars 1948), demanda la démission de Toufar. Quelques jours plus tard, avec effet au 1er avril 1948, le père Toufar démissionne de son poste à Zahrádka et est ensuite nommé administrateur à Číhošť (et en outre coopérateur à Zbraslavice). Le chroniqueur communiste écrivit plus tard dans la chronique de Zahrádka : « Le curé Josef Toufar s'est déchaîné dans le village en tant que leader le plus cruel de la réaction locale. » Bien qu'il ait été lui-même ouvrier au début et qu'il ne soit devenu curé que vers la trentaine, il a travaillé comme serviteur obéissant du pape et a ainsi mérité son départ forcé de Zahrádka."
La dernière messe de Josef Toufar à Zahrádka a lieu le 11 avril 1948 (le 2e dimanche de Pâques).
Le transfert de Toufar de Zahrádka fut l'un des nombreux cas d'intimidation et de persécution de prêtres, de religieux et de religieuses peu après février 1948 (à une époque où les communistes n'avaient pas encore déclaré la guerre ouverte à l'Église, mais essayaient de négocier avec elle afin qu'elle se soumette «pour de bon» aux diktats du parti).

### Curé de Číhošt
Le village de Číhošť, à environ 15 km de Zahrádka, comptait la moitié du nombre d'habitants de celle-ci (416 habitants), un climat plus rigoureux et moins d'accessibilité depuis les grandes villes. Toufar arrive pour la première fois sur son nouveau lieu de travail le 14 avril 1948. Le district paroissial de Josef Toufar comprenait également les villages de Kynice, Vlkanov, Nezdín (cs), Horní Prosíčka (cs) et Dolní Prosíčka (cs), Zdislavice, Tuněchody, Hroznětín et Hlohová. La paroisse comprenait quatre écoles publiques, l'église de l'Assomption de la Vierge Marie et une chapelle de pèlerinage. L'ensemble de la paroisse et les villages adjacents comptaient 1 253 catholiques. Le nouveau lieu de travail de Toufar était plus modeste que le précédent, mais selon plusieurs témoignages oculaires, cette modestie ne le dérangeait pas. En plus de travailler dans la paroisse de Číhošť, Toufar se rendait également régulièrement pour servir les offices du dimanche (en tant qu'administrateur excurrendo) à Zbýšov, à huit kilomètres de là, où il aidait le vieux curé, Václav Žižek.
En plus de l'administration spirituelle, il s'occupe également des réparations nécessaires de l'église de Čihošť, pour lesquelles il a acheté un nouveau lustre en cristal. À l'été 1948, avec l'aide des paroissiens, il améliore les abords de l'église, où un parterre est créé à l'emplacement de l'ancien et indigne cimetière, où étaient incinérées les poules.
Josef Toufar connaît des problèmes de santé croissants. Début 1949, on lui diagnostique une malformation cardiaque et le médecin lui conseille de réduire ses efforts. Il a donc essayé de ne plus aider dans la paroisse de Zbýšov, car les déplacements entre Číhoště et Zbýšov l'épuisaient beaucoup. L'évêché commença donc à sélectionner un nouveau prêtre pour Zbýšov. Toufar a néanmoins intercédé pour que soit choisi quelqu'un qui s'entendrait bien avec le vieux curé Václav Žižka et lui permettrait de vivre une vie paisible à Zbýšov. Un prêtre d'origine slovaque, ancien fondateur de Malé Svatoňovice, Imrich Gallovič, a ensuite été nommé à Zbýšov.

### Lemiraclede Číhošt

#### Le mouvement de la croix
Le 11 décembre 1949, le troisième dimanche de l'Avent, dans l'église de Čihošť, pendant l'office du matin, et à droite pendant le sermon de Josef Toufar, alors qu'il montre le tabernacle avec sa main gauche (sa main droite était posée sur sa poitrine), la croix d'autel en bois posée sur le tabernacle oscille et reste inclinée et tordue avec un léger surplomb vers la chaire. Le mystérieux phénomène a été vu par 20 témoins. Toufar lui-même n'a pas vu ce phénomène. Lors de cet événement, Toufar n'a pas observé la moindre surprise ou autre émotion chez aucun des auditeurs. Après la messe, il rentre de l'église au presbytère, y passe le reste de la journée et n’a aucun visiteur.

#### La première semaine après le phénomène de la croix
Le lendemain matin, Toufar rencontre l'un des paroissiens, le forgeron Václav Pospíšil, qui l'informe que deux membres de sa famille et d'autres paroissiens ont vu le mouvement de la croix pendant l'office dominical. Toufar est bouleversé et se dit qu'il est peut-être indigne et que c'est un signe pour lui. Après le petit-déjeuner et la prière, il part enseigner le catéchisme. Pendant la journée, il discute du phénomène avec l'organiste et convient avec lui qu'ils doivent être prudents car ils ne sont pas sûrs de la véracité des affirmations sur le mouvement de la croix. Il ne parle à personne d'autre ce jour-là. Un autre paroissien lui rend visite dans la soirée et l' informe qu'un autre paroissien avait vu le mouvement de la croix. Toufar commence à croire au phénomène de la croix parce qu'il considère ce paroissien comme digne de confiance. Les jours suivants, plusieurs autres habitants du quartier lui disent qu'ils ont vu l'apparition avec la croix. Comme l'affaire s'est déjà répandue dans le village, le samedi 17 décembre 1949, il se rend à une réunion avec le doyen de Ledeč nad Sázavou, le père Václav Slavíček, et l'informe de ce qui s'est passé à Číhošt et comment ce phénomène a touché la population locale, en soulignant qu'il a observé la stupéfaction et la détresse parmi les fidèles dans toute la paroisse. Le doyen l'écoute, l'encourage, lui conseille comment expliquer l'incident au peuple et comment le signaler à l'évêché. Le doyen Slavíček a rapidement payé pour cette aide (pourtant ponctuelle) apportée à Toufar en étant lui-même brutalement persécuté, et bien qu'il ait ensuite pu retourner au service clérical actif, il a subi des conséquences psychologiques de l'enquête à vie.

#### Amplification des événements
Une semaine plus tard, le dimanche 18 décembre 1949, Josef Toufar reste en chaire après le sermon et dit ceci à propos des événements du dimanche précédent: « Vous savez ce qui s'est passé dans notre église il y a une semaine. Beaucoup d’entre vous l’ont vu comme une croix inclinée. Vous ne pouvez pas y voir de miracle, ni aucun signe bon ou mauvais, parce que le Seigneur Dieu ne nous l’a pas dit. Nous ne savons qu'une chose, c'est que la croix était penchée. Il ne faut pas y voir de malheur, car notre paroisse est bonne, et au contraire, nous pouvons la considérer comme un honneur pour notre paroisse. Le Seigneur Dieu nous a montré qu'il est vraiment parmi nous dans le Tabernacle et quelle charge de prédication responsable le prêtre a, quand non seulement vous, mais aussi lui, suivez ses paroles. »
Après le discours de Toufar, il encourage les fidèles à être encore plus pieux et à assister plus abondamment aux offices, et il appelle ceux qui ont vu les apparitions à lui faire un rapport, car il doit établir un protocole avec eux pour qu'un signalement puisse être fait à l'évêché et l'affaire pourra ainsi faire l'objet d'une enquête. Au total, 19 d'entre eux postulent à son invitation. Ils sont d'âges, de professions, d'origines sociales et d'éducation différents. Toufar leur a ensuite rendu visite à leur domicile, expliquant l'importance de l'événement et le sérieux de leur déclaration, soulignant que leur celle-ci se ferait sous serment strict. Il a demandé à chacun individuellement d'écrire ce qu'il avait lui-même vu.

#### Enquête
Le mercredi 21 décembre 1949, le chef de la station SNB à Ledeč nad Sázavou, František Goldbricht, et le directeur principal Josef Žáček sont venus inspecter les lieux. Goldbricht a témoigné en 1968 qu'il avait interrogé Toufar à ce sujet, mais que celui-ci avait déclaré qu'il n'avait rien vu et qu'il avait tout appris des paroissiens. Dans l'église, avec l'accord de Toufar, il ôta la croix de l'autel, l'examina et la remit à sa place originelle. Avant même de la démonter, il a observé une légère déviation de la croix sur le côté, causée par un mauvais ajustement de la croix sur le clou de la base. Goldbricht a examiné la croix attentivement, mais n'a vu aucune preuve que quoi que ce soit ait été attaché à la croix. Il n'a rien vu d'étrange même derrière l'autel.

#### Visites à Cihošt
Le phénomène de Číhošt a progressivement commencé à faire parler de lui dans toute la région. Des ecclésiastiques, des théologiens, des religieux, des laïcs chrétiens, des bus touristiques et des curieux ont commencé à se rendre à Číhošt. Pendant les messes dominicales, il y avait tellement de gens venant d'autres endroits à Číhošt que l'église ne suffisait plus. L'un des paroissiens de Číhošť a décrit la visite comme suit : « Ils viennent à pied, ils viennent en train, en voiture, en bus et en camion. On peut dire qu'ils sont encore plus curieux que les catholiques, car beaucoup ne savent même pas faire une croix, mais il y a aussi une place pour eux.» 
Les visiteurs demandaient une visite de l'église et une explication de ce qui s'était passé, et ils voulaient l'opinion de Josef Toufar sur la question. Selon le témoignage du théologien de la paroisse de Jan Zmrhal, Toufar était tellement occupé par les visites qu'il n'avait même pas le temps de se raser, de prier en paix et de préparer le sermon. Comme de nombreux visiteurs souhaitaient avoir une sorte de mémorial de la croix, Toufar a décidé de faire réaliser des photographies de haute qualité de l'intérieur de l'église et de la croix inclinée sur l'autel. Toufar a distribué 600 photographies aux personnes intéressées qui demandaient une carte postale ou une photo. 
Toufar lui-même a écrit des dizaines de lettres au cours des semaines de décembre et janvier, principalement en réponse à des questions sur l'explication des événements du mouvement de la croix et sur sa vision personnelle de tout cet événement mystérieux.

#### Réaction des autorités de l'État
Le 29 décembre 1949, le secrétaire de l'église du district de Ledeč nad Sázavou, František Sláma, a décrit l'événement dans un rapport régulier qu'il remet au secrétaire régional de l'église de Jihlava, Bohumír Souček, en disant que "le rapport a été remis au SNB à temps". Trois jours plus tard, le président de l'ONV de Ledeč nad Sázavou, Jaroslav Konopka, s'est personnellement occupé de l'affaire. Cependant, comme le nombre de visites étrangères à Číhošt augmentait, Konopka s'est rendu à Prague pour se plaindre auprès des autorités. Il est renvoyé au Bureau d'État pour les affaires ecclésiastiques.
Une attention extraordinaire a commencé à être accordée à cette question à l'initiative d'Alexeje Čepička, ministre de la Justice et président du Bureau d'État pour les affaires ecclésiastiques, qui à l'époque dirigeait la confrontation politique avec la hiérarchie ecclésiale et voyait dans le miracle de Chihošť une grande occasion de discréditer l’Église.

#### Arrestation
Le mercredi 25 janvier 1950, des membres des services secrets dirigés par Sláma et Konopka se sont rendus à Číhošt pour arrêter Toufar, mais de nombreux visiteurs étrangers se trouvant sur place, ils n'ont donc pu prendre aucune mesure contre lui. Le lendemain, ils tentent à nouveau d'arrêter Toufar à Číhošt, mais il se trouvait à Jihlava (à la convention du groupe marial).  Le vendredi 27 janvier, Toufar enterrait la grand-mère du théologien Jan Zmrhal, et selon son témoignage, Toufar aurait alors exprimé ses inquiétudes. "Soit je serai arrêté, soit les dix-neuf témoins". En raison de son bouleversement, il s'est excusé et n'a pas assisté à la conclusion de la cérémonie. Dans la nuit du 27 au 28 janvier, Toufar, selon le témoignage de sa nièce, qui dormait dans la chambre en dessous de la sienne, n'a pas pu dormir du tout et a récité le chapelet, toute la nuit.
Deux policiers infiltrés se sont rendus à l'appartement de Toufar, la nuit tombée, et se sont présentés comme des journalistes qui avaient besoin d'écrire un article sur le miracle. Après une courte discussion, il proposa de leur montrer comment l'événement s'était produit dans l'église. Il a donc pris la clé de l'église et des vêtements plus chauds et a invité les supposés journalistes à l'accompagner. Les policiers se sont présentés à lui à l'extérieur, dans la cour, et l'ont invité à partir avec eux dans une voiture préparée. 
Dans la soirée du 28 au 29 janvier 1950, Josef Toufar fut emmené à la prison de la Chartreuse de Valdice près de Jičín.

#### Préparation du processus répressif
Le lundi suivant l'arrestation de Josef Toufar, une réunion du Comité central du Parti communiste de la République tchèque (Politburo) s'est tenue à Prague et a recommandé que l'enquête sur le miracle de Číhošť soit «rapidement terminée», et qu'une punition exemplaire soit appliquée. Le président de la république Klement Gottwald lui-même a donné l'ordre: « Enquêter rapidement, traiter et punir sévèrement. » Le même jour, l'abbé de Želiv (et ami de Toufar) Bohumil Vít Tajovský et l'ecclésiastique de Číhošť František Pártl ont été arrêtés. Dans les jours et semaines suivants, d'autres personnes ont été arrêtées en relation avec le miracle de Číhošť.

#### Interrogatoires et tortures
Josef Toufar a passé les quatre semaines (28 jours) qui ont suivi son arrestation en tant que prisonnier numéro 8016 dans les murs étrangement gelés du pénitencier de Valdal (sans aucune idée de l'endroit où il se trouvait). Il a été placé dans une cellule tout au bout du couloir du bâtiment, séparée de la partie principale du pénitencier, mais à plusieurs reprises il a également été placé à l'isolement au sous-sol. Durant cette période, il a éprouvé une énorme détresse physique (abus physiques et psychologiques, manque de sommeil, faim, soif, froid) et un épuisement mental.
Au total, 25 pages de protocoles d'interrogatoire et plusieurs addenda ont été conservés. Le premier, fondamental, est daté du 1er février 1950 et le onzième est daté du 2 février. 
Selon un rapport de 1968 rédigé par l'un des participants de l'équipe d'enquête, Toufar a complètement nié toute implication dans la mise en scène du miracle (l'ingénierie mécanique du mouvement de la croix), affirmant qu'il n'avait rien vu lui-même et insistant sur le fait que c'était un miracle. L'enquête sur Toufar s'est donc retrouvée au point mort pour les camarades de la Sûreté de l'État - ils n'avaient ni les aveux de Toufar ni les preuves concrètes pour témoigner de la fraude. C'est pourquoi les enquêteurs ont commencé à procéder beaucoup plus durement et ont essayé d'obtenir les aveux de Toufar en utilisant la violence.

#### Un aveu forcé
Le tournant des interrogatoires de Josef Toufar intervient le lundi 20 février 1950, alors que son état physique et psychologique est déjà assez mauvais après qu'il a été sévèrement battu. Mácha a reçu un ordre écrit de Závodský Čepička selon lequel Toufar devait être forcé à avouer par tous les moyens, après quoi il a sévèrement battu. Néanmoins, Toufar est revenu sur ses aveux, affirmant qu'il ne pouvait plus supporter la torture. Dans l'état de Toufar, un addendum au protocole d'interrogatoire a été créé le 22 février, dans lequel Toufar aurait avoué son homosexualité et des relations pédophiles avec un total de 11 jeunes garçons âgés de 9 à 12 ans.
Les enquêtes menées par l'ÚDV dans les années 1990 ont écarté la véracité de ces accusations, les experts linguistiques ont également conclu que Josef Toufar n'était pas du tout l'auteur des aveux et qu'il avait seulement signé le texte. Des aveux ont également été forcés selon lesquels il avait secrètement déplacé la croix.

#### Mort
Dans la nuit du 23 au 24 février, le père Toufar a été transporté de Valdice à Číhošt dans un état très grave. Malgré son état grave, ils l'ont ramené à Valdice. Déjà pendant le voyage, il était clair que l'état de Toufar n'était pas bon et qu'il se détériorait rapidement.
Ce n'est que le 25 février 1950 que Josef Toufar, dans un état de santé critique causé par la torture, fut transféré au sanatorium d'État de Prague, où il fut immédiatement opéré. Lors de l'opération, une quantité importante de liquide verdâtre, purulent et nauséabond a été retrouvée dans la cavité abdominale de Toufar. Le liquide a été aspiré et séché à l’aide de draps chirurgicaux. Pendant l'opération, le principal tortionnaire de Toufar, Mácha, est arrivé au sanatorium. Ses collègues ont rappelé plus tard que Mácha était tout le temps très nerveux et inquiet de l'évolution de la situation. Il était censé « préparer » Toufar au prochain procès et non le tuer. Il était clair pour lui qu'en cas de mort de Toufar, il serait puni, non pas pour avoir tué un prêtre innocent, mais pour « ne pas avoir rempli une tâche du parti ».
Malgré tous les efforts des médecins, Toufar est décédé quelques heures après l'opération. Selon une enquête ultérieure, le médecin, sur ordre, n'a dû inscrire comme cause du décès qu'une rupture d'ulcère de l'estomac sur le certificat de décès et laisser de côté les traces évidentes de torture. 18 ans plus tard, lors de l'enquête sur la mort de Josef Toufar, le docteur František Mauer déclare: «À l'époque, j'ai participé à l'opération de Josef Toufar. Nous avons fait tout ce qui était humainement possible, mais l’homme n’a pas pu être sauvé. Il a été battu à mort d'une manière inhabituellement brutale. Je dirais, un meurtre évident!».  L'autopsie de Josef Toufar a été réalisée par le professeur František Hájek, qui, par la suite, sous la pression des autorités de sécurité, a modifié le rapport d'autopsie de telle sorte qu'il a omis toutes les conclusions permettant de conclure que Toufar avait été torturé avant sa mort.
Quelques jours plus tard, il fut décidé de transporter le corps de Josef Toufar au cimetière de Prague-Ďáblice. Ici, le père Toufar est immédiatement placé dans une fosse commune près du mur nord du cimetière, où étaient déposés les cadavres de suicidés, de prisonniers politiques exécutés, de fœtus avortés.
Josef Toufar est enterré sous le faux nom de J. Zouhar. Ses proches n'ont été informés de sa mort que quatre ans plus tard (bien que sa nièce ait tenté d'obtenir des informations).

#### Funérailles solennelles
Après l'exhumation des restes le 14 novembre 2014, les funérailles de Josef Toufar ont lieu le dimanche 12 juillet 2015 devant l'église de Číhošť avec une messe solennelle célébrée par Jan Vokál (it), évêque de Hradec Králové (de), et l'archevêque de Prague et primat de la République tchèque le cardinal Dominik Duka y a pris la parole. La cérémonie s'est déroulée en présence d'autres dignitaires de l'Église, de plusieurs milliers de croyants et de visiteurs étrangers. Lors de la cérémonie, un bouquet du président de la République et de son épouse a été déposé près du cercueil du martyr. Les cérémonies ont été retransmises en direct par la chaîne de télévision ČT2. 
Après les cérémonies, le cercueil en argent est déposé dans le tombeau de la nef principale de l'église de l'Assomption de la Vierge Marie à Cihošt.

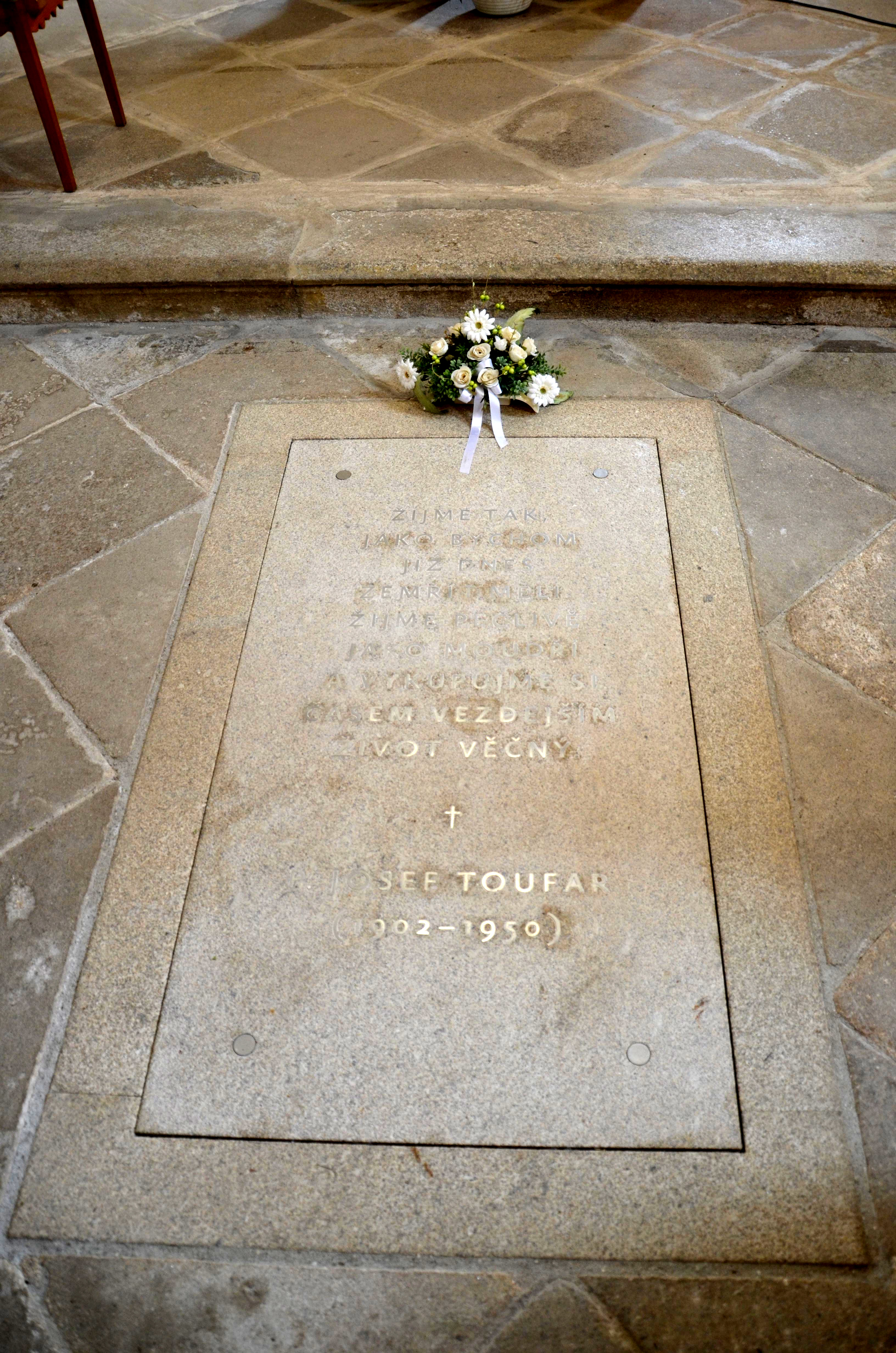

### Béatification
En avril 2013, la conférence épiscopale tchèque a donné son accord pour entamer le processus de béatification de Josef Toufar. Premièrement, sa vie sera examinée au niveau du diocèse de Hradec Králové. En 2013, l'évêque Jan Vokál a nommé l'historien et prêtre Tomáš Petráček comme postulateur de l'affaire. Si l'examen confirme que rien n'empêche la bénédiction, le dossier est envoyé à Rome. Le Pape aura le dernier mot.
En janvier 2019, Tomáš Petráček a déposé une demande d'ouverture d'une procédure de canonisation

## Postérité
En 2013, Aleš Březina réalise un opéra sur la vie et la mort de Toufar.